# Alfa-beat-a
Az Alfa-beat-a az Üzenet a jövőből – A Mézga család különös kalandjai című magyar rajzfilmsorozat tizenkettedik része.

## Cselekmény
Este van, de Kriszta még nem érthaza. A szülők már aggódnak, Maffia macska is türelmetlenül nyivákol. Aladár közli, hogy megfejtette nővére titkos nyelven írt levelét, melyből kiderül, hogy Kriszta az „αβ beatclub”-ban van. Géza és Paula rögtön odasiet. A pinceklubban tényleg ott találják Krisztát, legnagyobb megrökönyödésükre egy beategyüttes jó hangú énekesnőjeként, kisebb közönség előtt, mikrofonnal a kezében. Gézát azonban nem hatja meg lánya tehetsége: közbelép, kitépi a kezéből a mikrofont, majd sértegetni kezdi az együttes gitárosát, ám óriási bakot lő, ugyanis a zenész nem más, mint Géza vezérigazgatójának a fia, csak a parókájában nem ismert rá. Géza megszégyenül, hebeg-habog, majd mindhárman távoznak.
Paula, ellentétben a férjével, támogatja Kriszta énekesnői ambícióit, ha már az iskolában mindenből bukásra áll. Azt javasolja, hívják meg a lakásukra a zenekart, hogy következő fellépésük előtt náluk próbáljanak. Az együttes eljön, sőt Máris szomszédot is áthívják, mint zeneértő embert. A beatzene azonban Márisnak az agyára megy, és vitustáncot járva, eszelősen távozik a lakásból, majd rövidzárlattal áramszünetet csinál az egész házban, annak apropóján, hogy a gitáros megkérdezte, a szám végén jó-e a hosszú modulációs lezárás, vagy jobb lenne egy „frappáns rövid zárlat”.
Következő fellépését az együttes Géza javaslatára egy vidéki mintagazdaságban tartja, ahol zeneszótól remélik a tejhozam-növekedést. Gézáék fuvarozzák le a társaságot teherautón, felszereléssel együtt. Az istállóban tartott „tejhozamkoncert” azonban nem váltja be a reményeket: a „Riska teje je-je-je” című számtól a tehenek teje elapad, majd a megvadult állatok összetörik az együttes felszerelését, kirontanak az istállóból és kis híján mindenkit felöklelnek. A társaság teherautón menekül.
Gézának jóvá kell tennie a hibát, de nem tudja, miből vegyen az együttesnek új erősítőt, hangfalakat. Ezért aztán MZ/X-től kér segítséget. A távoli rokon fény-hangrendszerű, 2 MW-os, elektrontelepes mini-erősítőt küld, amit nem kell konnektorba dugni, sőt a hangfal is bele van építve. Meghívják a zenészeket, hogy náluk próbálják ki az új berendezést, házibuli keretében. Géza a főnökét is meginvitálja az eseményre, jóváteendő a pinceklubban elkövetett baklövését. Az új erősítő teljesítményétől a zenészek eleinte nincsenek elragadtatva, ezért Géza egyre hangosabbra állítja, végül maximumra tekeri, amitől a készülék begerjed. A fülsiketítő vibrációs hangerőtől leesnek a képek, megreped a vakolat, leszakad a csillár, feljön a parketta, átszakad a födém, végül kidől a közfal, amelynek túloldalán Máris szomszéd lakik. A hanginzultustól megzakkant Máris elkeseredett dühében duplacsövű puskát ragad és szétlövi az erősítőt, majd bejelenti, hogy teljes kártérítést követel Mézgáéktól. Ekkor érkezik az igazgató a feleségével. Géza ugyan leteríti szőnyeggel a padlóban keletkezett lyukat, ám az igazgató a nejével együtt rálép, és lezuhannak az alsó szintre. Paula a lyukba nézve kétségbeesetten kérdezi a férjétől: „Géza, mit csináltál?!” Mire Géza: „Hát karriert, azt nem...” Paula zárszava: „A Hufnágel Pistiék bezzeg a földszinten laknak, nem a harmadik emeleten.”

## Alkotók
- Rendezte: Nepp József
- Írta: Nepp József, Romhányi József
- Zenéjét szerezte: Deák Tamás
- Operatőr: Bacsó Zoltán
- Hangmérnök: Horváth Domonkos
- Vágó: Czipauer János
- Tervezte: Ternovszky Béla
- Háttér: Szoboszlay Péter
- Rajzolók: Szórády Csaba, Zsilli Mária
- Animációs munkatárs: Gémes József
- Munkatársak: Ács Karola, Csonkaréti Károly, Hódy Béláné, Kiss Lajos, Kökény Anikó, Lőrincz Árpád, Paál Klára, Stadler János, Szabó Judit, Szántai Lajosné, Tormási Gizella, Zoltán Annamária
- Színes technika: Boros Magda, Dobrányi Géza, Fülöp Géza, Kun Irén
- Tanácsadók: Gáll István, Székely Sándorné
- Gyártásvezető: Kunz Román

Készítette a Magyar Televízió megbízásából a Pannónia Filmstúdió

## Szereplők
- Mézga Géza: Harkányi Endre
- Paula: Győri Ilona
- Kriszta: Földessy Margit
- Aladár: Némethy Attila
- Máris szomszéd: Tomanek Nándor
- MZ/X: Somogyvári Rudolf
- Vezérigazgató fia: Deák B. Ferenc
- Jani, a tejesgazda: Farkas Antal
- Jani unokaöccse; szemüveges krapek: Fodor Tamás
- Vezérigazgató: Horváth Pál

A dalokat Földessy Margit és az Express Együttes adta elő:
- Ó, mondjátok meg, hol vagyok?
- Riska teje je-je-je